# Eclipse (jeu)
Pour les articles homonymes, voir Éclipse (homonymie).
Eclipse ou Eclipse : une nouvelle aube pour la galaxie est un jeu de société créé par Touko Tahkokallio en 2011, produit par Lautapelit.fi et par Ystari Games. Ce jeu dispose de plusieurs extensions.

## Background
La paix règne dans la galaxie après de longues années de guerres. Les principales espèces spatiales font tout pour la préserver et ont même réalisé un Conseil Galactique à cet effet. Cependant, de nouveaux conflits semblent inévitables à la suite de mésententes entre les différentes espèces. Laquelle aura l'avantage sur les autres et dirigera la galaxie, ?

## Gameplay
Eclipse : une nouvelle aube pour la galaxie est un jeu de stratégie 4X et de de gestion. Le but est de mener sa civilisation, humaine ou extraterrestre, pour l'emporter sur les autres joueurs. Pour ce faire, en échange de ressources (argent, matériaux ou science), il faut construire, explorer, influencer, déplacer, rechercher ou améliorer.
Trois anneaux formés de tuiles hexagonales, dont la plupart sont posées durant le jeu, forment la galaxie. En effet, seule la tuile centrale de la galaxie et tuiles d'origine des joueurs sont posées au début de la partie. Ce n'est que lors de la phase d'exploration qu'un joueur peut découvrir une nouvelle étoile, un nouvel hexagone, à partir d'un espace qu'il occupe.

## Honneurs et récompenses
Eclipse a été nommé pour les récompenses suivantes :
- Charles S. Roberts Meilleur nommé au Wargame de science-fiction ou de Fantasy Board (2011)
- Nommé Jogo do Ano (2011)
- Golden Geek Best Board Game Artwork / Presentation Nommé (2012)
- Nommé au Golden Geek pour le meilleur jeu de société innovant (2012)
- Nommé pour le meilleur jeu de société thématique Golden Geek (2012)
- Nommé au Golden Geek pour le meilleur Wargame (2012)
- Gagnant du jeu de société Golden Geek de l'année (2012)
- Golden Geek Gagnant du meilleur jeu de plateau de stratégie Golden Geek (2012)
- International Gamers Awards - Stratégie générale : Nommé multijoueurs
- Prix du public du meilleur jeu de joueur JoTa (2012)
- Nommé de JoTa Best Gamer Game (2012)
- Gagnant du jeu JUG de l'année (2012)
- Gagnant Ludoteca Ideale (2012)
- Finaliste Lys Passioné (2012)
- Vainqueur Lys Passioné (2012)
- Nommé Tric Trac (2012)

## Versions électroniques
Il existe plusieurs versions adaptées à l'informatique : une version IOS existe depuis 2013 et les versions Android et Steam ont été réalisées en 2016.